# Kevin Spirtas
Kevin Blair Spirtas, noto anche con lo pseudonimo di Kevin Blair (Saint Louis, 29 luglio 1962), è un attore statunitense famoso per aver interpretato il ruolo del dottor Craig Wesley nella soap opera Il tempo della nostra vita, quello di Jonas Chamberlain nella soap opera Una vita da vivere e quello di Nick nel film slasher Venerdì 13 parte VII - Il sangue scorre di nuovo.

## Biografia
Spirtas è nato il 29 luglio 1962 a Saint Louis, nel Missouri, da Sandra, che è attiva nella politica della comunità, e Arnold Spirtas, che gestisce un'azienda di demolizione ambientale. Spirtas si è diplomato alla Ladue Horton Watkins High School nel 1980.
Ha esordito come attore col nome d'arte "Kevin Blair" nel 1984 nel film horror Le colline hanno gli occhi II, diretto da Wes Craven. Dopo aver recitato nelle serie Rituals e L'albero delle mele, nel 1988 venne scelto per interpretare il ruolo di Nick in Venerdì 13 parte VII - Il sangue scorre di nuovo.

### Vita privata
Di religione ebraica, Spirtas è apertamente omosessuale.

## Filmografia

### Attore

#### Cinema
- Le colline hanno gli occhi II (The Hills Have Eyes Part II), regia di Wes Craven (1984)
- Venerdì 13 parte VII - Il sangue scorre di nuovo (Friday the 13th Part VII: The New Blood), regia di John Carl Buechler (1988)
- Radu, il principe delle tenebre (Bloodstone: Subspecies II), regia di Ted Nicolaou (1993) Uscito in home video
- Bloodlust: Subspecies III, regia di Ted Nicolaou (1994) Uscito in home video
- Raging Angels, regia di Alan Smithee (1995)
- Chi ha ucciso Buddy Blue? (Who Killed Buddy Blue?), regia di Jennifer Marchese (1995)
- Memory Denied It, regia di David Ottenhouse - cortometraggio (1996)
- Green Plaid Shirt, regia di Richard Natale (1996)
- Defying Gravity, regia di John Keitel (1997)
- Striking Resemblance, regia di Kelley Cauthen (1997)
- L'allievo (Apt Pupil), regia di Bryan Singer (1998)
- Profondi abbracci (Embrace the Darkness), regia di Kelley Cauthen (1999)
- God's Helper, regia di Scott McCullough - cortometraggio (2001)
- Daredevil, regia di Mark Steven Johnson (2003)
- Horror High, regia di Shawn Papazian (2005) Uscito in home video
- Albino Farm, regia di Joe Anderson (2009)
- Blood Bound, regia di Richard LeMay (2019)
- Rose Blood: A Friday the 13th Fan Film, regia di Peter Anthony (2021)
- Subspecies V: Blood Rise, regia di Ted Nicolaou (2023)

#### Televisione
- Rituals – soap opera, 81 episodi (1984-1985)
- L'albero delle mele (The Facts of Life) – serie TV, 1 episodio (1986)
- In viaggio nel tempo (Quantum Leap) – serie TV, 1 episodio (1989)
- Hollywood - La valle delle bambole (Valley of the Dolls) – serie TV, 65 episodi (1994)
- Due poliziotti a Palm Beach (Silk Stalkings) – serie TV, 1 episodio (1995)
- Sposati... con figli (Married with Children) – serie TV, 1 episodio (1997)
- Un angelo di mamma (A Match Made in Heaven), regia di Paul Wendkos – film TV (1997)
- Fired Up – serie TV, 1 episodio (1997)
- Febbre d'amore (The Young and the Restless) – soap opera (1997)
- Il tempo della nostra vita (Days of Our Lives) – soap opera, 449 episodi (1997-2022)
- L.A. Heat – serie TV, 1 episodio (1999)
- Friends – serie TV, 1 episodio (2000)
- V.I.P. Vallery Irons Protection – serie TV, 1 episodio (2000)
- Love Bytes – serie TV (2001)
- Una vita da vivere (One Life to Live) – soap opera, 23 episodi (2008)
- Hustling – serie TV, 10 episodi (2012-2014)
- Winterthorne – serie TV, 2 episodi (2015)
- Backstabbed - Pugnalata alle spalle (Backstabbed), regia di Doug Campbell – film TV (2016)
- Falling for Angels – serie TV, 1 episodio (2018)
- Days of Our Lives' Last Blast Reunion, regia di Ron Carlivati – miniserie TV, 3 episodi (2019-2020)
- After Forever – serie TV, 19 episodi (2018-2022)

### Doppiatore
- Voyeur II – videogioco (1996)